# Suplac
Suplac é uma comuna romena localizada no distrito de Mureș, na região histórica da Transilvânia. A comuna possui uma área de 48.64 km² e sua população era de 2205 habitantes segundo o censo de 2007.